# Čudnije od raja
Čudnije od raja (eng.: Stranger Than Paradise) američka je komedija iz 1984. godine. Napisao ju je i režirao Jim Jarmusch. U glavnim su ulogama jazz glazbenik John Lurie, bivši bubnjar Sonic Youtha Richard Edson, te Mađarska glumica Ezster Balint. Originalni soundtrack je napisao John Lurie ali se kroz film također više puta koristi pjesma I put a spell on you Screamin Jay Hawkinsa. Film je dobio uglavnom jako pozitivne kritike, osvojio je Caméra d'Or na festivalu u Cannesu, te se smatra izrazito značajnim za razvoj modernog nezavisnog filma.

## Vanjske poveznice
- Čudnije od raja u internetskoj bazi filmova IMDb-a